# Hans Staden

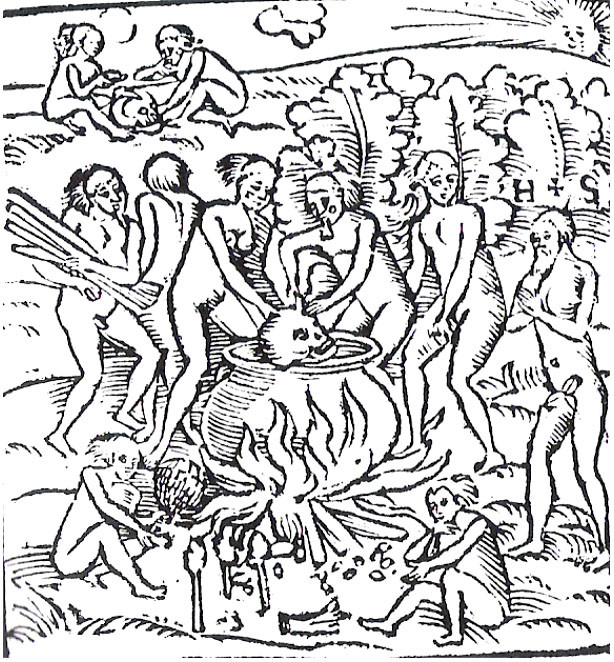
Xilografia originale del 1557 di Hans Staden, raffigurante una festa cannibalistica Tupinambá

Hans Staden (Homberg, 1525 circa – Wolfhagen o Korbach, 1579 circa) fu un soldato e marinaio tedesco che effettuò due viaggi nelle Americhe su navi spagnole e portoghesi.

## Biografia
Durante il secondo viaggio fu catturato dal popolo brasiliano dei Tupi.
Dopo il ritorno in Europa, avvenuto nel 1555, l'aiuto del dr. Johann Dryander di Marburgo permise a Staden di pubblicare un racconto della propria prigionia, intitolato Warhaftige Historia und beschreibung eyner Landtschafft der Wilden Nacketen, Grimmigen Menschfresser-Leuthen in der Newenwelt America gelegen (Vera storia e descrizione di uno Stato di persone selvagge, nude, sinistre, cannibali nel Nuovo Mondo, America) (1557). Il libro divenne un best seller internazionale e fu tradotto in latino ed in molte lingue europee, raggiungendo un totale di 76 edizioni.

## Cannibalismo
Il Warhaftige Historia fornisce dettagliate descrizioni della vita e dei costumi dei Tupi, illustrate con xilografie. L'aspetto del libro che ricevette più attenzione, dal momento della prima pubblicazione ad oggi, fu il cannibalismo. Staden disse che i Tupi erano cannibali, fornendo una testimonianza oculare dell'uccisione, preparazione e consumazione dei prigionieri di guerra, e disse che i suoi carcerieri avrebbero mangiato anche lui se non fosse riuscito a fuggire. Secondo un aneddoto, gli indiani gli diedero una zuppa deliziosa; dopo che ebbe terminato la cena, trovò sul fondo del calderone alcuni piccoli teschi, che in seguito scoprì essere quelli dei figli dei suoi compagni. 
Alcuni studiosi hanno messo in dubbio la credibilità del libro, ipotizzando che Staden avesse inventato le storie sul cannibalismo. Altri definirono il libro come un'importante e credibile fonte etnostorica.
Darcy Ribeiro, antropologo brasiliano, nel suo libro intitolato "Brazilian People" dice che Hans fu catturato tre volte dai Tupi, ma che non fu mangiato perché piangeva implorando per aver salva la vita, cosa che egli raffigurò anche in alcuni suoi dipinti. Dato che il cannibalismo tra i Tupi era fortemente legato al coraggio ed alla dignità, i guerrieri catturati, per sostenere il ruolo, dovevano avere discussioni sobrie e dignitose con i propri assassini.

## Nei media
- Hans Staden - Lá Vem Nossa Comida Pulando, film del 1999 diretto da Luis Alberto Pereira, parlato in lingua tupi antica (con sottotitoli in portoghese, inglese, francese e spagnolo) che racconta le sue avventure mentre è imprigionato presso i Tupi.[4]
- Como Era Gostoso o Meu Francês, film del 1970 diretto da Nelson Pereira dos Santos, basato sulle storie di Staden (ma senza includere il suo personaggio), e con l'aggiunta di una sottotrama con storia d'amore tra il protagonista ed una donna locale.[5]